# Amblyaeneus rufinotus
Amblyaeneus rufinotus là một loài tò vò trong họ Ichneumonidae.